# 城氏 (平氏)
城氏（じょうし）は、平安時代から鎌倉時代初期に越後国に栄えた豪族。越後城氏ともいう。本姓は平氏。常陸平氏大掾氏の傍系で越後平氏ともいわれる。

## 概要
平将門と戦った平貞盛の弟平繁盛の子（または孫）の余五将軍平維茂の系統で、維茂の子繁茂（繁成/重衛）を祖とする。前九年の役の前哨戦で陸奥守藤原登任とともに安倍氏と戦った繁茂の子貞茂（貞成）が城太郎（城介の家の長男の意）と呼ばれ、子孫が城氏を名乗るようになった。越後国北部を領有し、平氏政権が成立した時期にはさらに勢力を伸ばした。
城氏は、国領・荘園を問わず阿賀野川と信濃川を基軸とし、越後国、会津、北信濃に交流・勢力を広げており、そこに関川を通して直江津に至るような交流・馬輸送ルートが存在したと考えられる。
養和元年（1181年）、時の当主である城資永（助長）は平家より信濃国で挙兵した源義仲の追討を命じられたがその直後に急死し、後を継いだ弟の資職（助職）が義仲と横田河原の戦いにおいて対戦するが奇襲戦法に敗れた。その後、資職は平家によって越後守に任じられたが、城氏の勢力は急速に衰退する。源頼朝により義仲や平家が滅亡したあと、長茂（資職より改名）は梶原景時を頼り頼朝に仕え、鎌倉幕府の御家人として文治5年（1189年）の奥州合戦や、建久3年（1192年）の永福寺の工事に参加したことなどが『吾妻鏡』に伝わるが、建仁元年（1201年）、叛乱を企てて建仁の乱を起こし、長茂は京において幕府軍に討伐される。
一方これと呼応する形で、旧本拠地の越後国においては、長茂の甥（資永の遺児）である城資盛とその叔母（資永・長茂の妹）坂額御前が挙兵した。『吾妻鏡』に「城郭（鳥坂城）を越後の国鳥坂に構う」と記録されるが、最終的には佐々木盛綱率いる幕府軍によって鎮圧される（その際、坂額は女性でありながら百発百中の腕前を披露したという）。資盛は脱出して行方不明となり、これにより越後城氏はほぼ完全に史上から姿を消すこととなった。

## 戦国時代・江戸時代
戦国時代に玉虫氏出身の城景茂が上杉謙信の勘気を買い甲斐に亡命。武田信玄、武田勝頼、徳川家康に仕え、旗本として七千石、後改易。城信茂が徳川秀忠に仕えて二千石。
知行地は熊谷市石原付近。城昌茂が東漸寺(熊谷市)を開基した。